# Zhao Xijin
Zhao Xijin (chinesisch 趙喜進 / 赵喜进, Pinyin Zhào Xǐjìn, W.-G. Chao Hsi-chin; * 1935; † 21. Juli 2012) war ein chinesischer Wirbeltier-Paläontologe, der sich mit Dinosauriern beschäftigte. Er war Professor am Institut für Wirbeltierpaläontologie und Paläoanthropologie der Chinesischen Akademie der Wissenschaften.
Zhao ist der Nachname. Er wird auch Chao abgekürzt und zitiert.
Er ist durch zahlreiche Funde und Erstbeschreibungen bekannt. Viele der von ihm in den 1980er Jahren eingeführten Genera und Spezies (publiziert in Acta Palaeontologica Polonica 1983 – nur in einer Liste – und 1985 in einem Sammelband) sind aber unsicher und nur unvollständig veröffentlicht (Nomina nuda). Unter den von ihm benannten Gattungen sind:
- Chaoyangsaurus (mit Cheng und Xu Xing 1999)
- Chinshakiangosaurus (Re-Evaluation mit anderen 2007)
- Dachongosaurus (1985)
- Damalasaurus (1986)
- Klamelisaurus (1993)
- Kunmingosaurus (1986)
- Lancangjiangosaurus (1985)
- Megacervixosaurus (1983)
- Microdontosaurus (1983)
- Monkonosaurus (1990)
- Monolophosaurus (mit Philip J. Currie, 1994)
- Ngexisaurus (1983)
- Sangonghesaurus (1983)
- Sinraptor (mit Philip J. Currie, 1993)
- Oshanosaurus (1986)
- Xuanhuasaurus (1986)
- und die Familie Mamenchisauridae (1972 mit Young Chung Chien)

Er arbeitete unter anderem mit Philip Currie und Paul Sereno zusammen. Mit Sereno grub er 2001 in der Wüste Gobi die Fossilien einer Herde von 25 jungen straußenähnlichen, gefiederten Sinornithomimus aus. Den Fundumständen nach waren die Tiere im Morast steckengeblieben, als sie an einem See Wasser trinken wollten. Die Funde zeigen, dass die Jungen dieser Dinosaurierart in einer eigenen Herde sich selbst überlassen blieben. Sereno von der Universität Chicago plante auch, 2004 mit Zhao eine Fundstelle aus Tibet wieder zu besuchen, in der Zhao Xijin Ende der 1970er Jahre viele Dinosaurier ausgegraben hatte, die die Grundlage seiner Dissertation waren – er war seitdem aber nicht mehr dorthin zurückgekehrt und hielt die Stelle geheim.
2008 fand er bei Zhucheng (schon seit den 1960er Jahren für seien Dinosaurier-Fossilien bekannt) eine der größten Dinosaurier-Fundstellen überhaupt (über 3000 Knochen-Funde von Ceratopsiern, Hadrosauriern, Ankylosauriern). Sie stammen aus der Zeit der Wende Kreide-Tertiär, als die Dinosaurier mit vielen anderen Taxa ausstarben.

## Schriften
- Phylogeny and evolutionary stages of Dinosauria, Acta Palaeontologica Polonica 28, 1983, 295–306, pdf
- The fossil vertebrates and stratigraphy of the mesozoic in northern Xinjiang, Reports on the Paleontological Expedition to Xinjiang, Memoirs Institute Vertebrate Palaeontology and Palaeanthropology, Chinese Academy of Sciences, A 15, 1980, 1–120
- The reptilian fauna of the Jurassic in China, in Wang, Cheng, Wang (Hrsg.) The Jurassic System in China, Geological Publishing House, Peking 1985
- mit anderen Dinosauria Distribution in Weishampel, Osmolska, Dodson The Dinosauria, University of California Press, 2. Auflage 2004